# Гальдакао (марсіанський кратер)

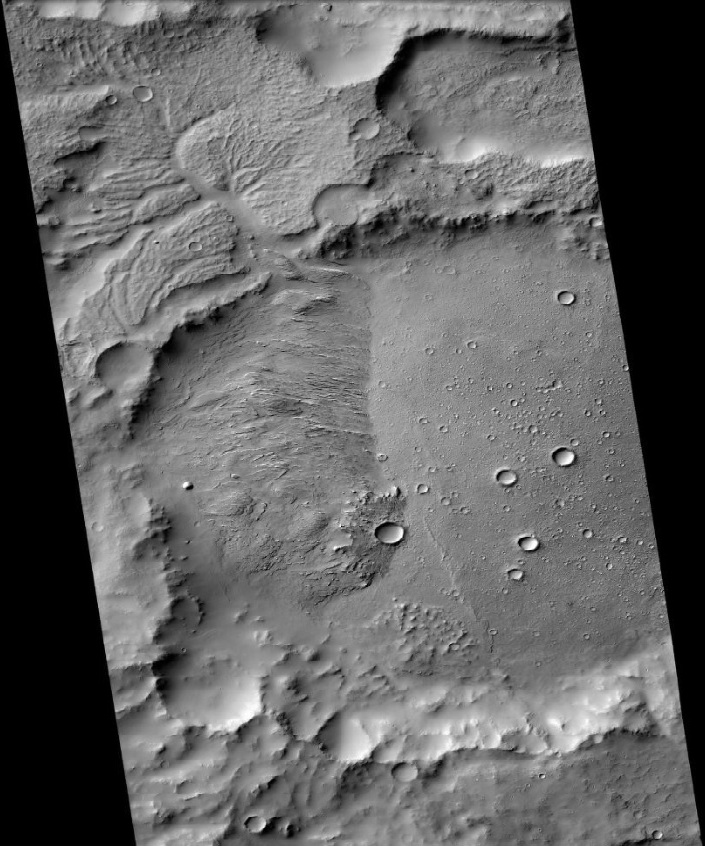
Кратер Гальдакао, знятий камерою CTX.

Гальдакао (англ. Galdakao; ісп. Galdakao) — низовина у квадранглі Aeolis на Марсі, що розташована на 13,4° південної широти й 176,5° східної довготи. Діаметр ≈ 35 км. Його було названо 2000 року на честь баскського міста Гальдакао.